# Matlalatzin
Matlalatzin fue reina de Tenochtitlan como esposa del tlatoani Chimalpopoca, siendo princesa de nacimiento. Era hija de Cuacuauhpitzáhuac, tlatoani de Tlatelolco, y hermana del tlatoani Tlacateotl y de la reina Huacaltzintli. Tuvo siete hijos.
Ella y su marido eran primos.